# كارل ريدي
كارل ريدي (بالإنجليزية: Karl Ready)‏ هو لاعب كرة قدم بريطاني في مركز الدفاع، ولد في 14 أغسطس 1972 في نيث ‏ في المملكة المتحدة. شارك مع منتخب ويلز لكرة القدم. أما مع النوادي، فقد لعب مع كوينز بارك رينجرز ونادي ألدرشوت تاون ونادي فارنبوروه ونادي كرولي تاون ونادي ماذرويل.

## وصلات خارجية
- كارل ريدي على موقع الاتحاد الدولي (مؤرشف)  (الإنجليزية)
- كارل ريدي على موقع قاعدة بيانات كرة القدم.إي يو (الإنجليزية)
- كارل ريدي على موقع ناشيونال فوتبول تيمز (الإنجليزية)
- كارل ريدي على موقع Soccerbase.com (لاعب) (الإنجليزية)
- كارل ريدي على موقع Soccerway.com (الإنجليزية)
- كارل ريدي على موقع عالم كرة القدم.نت (الإنجليزية)